# Echelon Corporation
Echelon Corporation ist ein US-amerikanisches Technologieunternehmen (NASDAQ: ELON) im Bereich der Automatisierungstechnik. Spezielles Tätigkeitsfeld ist dabei die Vernetzung alltäglicher Geräte.
Das Unternehmen hat seinen Sitz in Santa Clara (Kalifornien) und hat Niederlassungen in China, Deutschland, Frankreich, Hongkong, Italien, Japan, Korea, den Niederlanden und im Vereinigten Königreich.
Das Unternehmen wurde von Mike Markkula in San José (Kalifornien) gegründet. Es entwickelte 1990 die LonWorks Platform, welche die Grundlage des weltweit verbreiteten Feldbus Local Operating Network (LON) darstellt. Die LonWorks Platform umfasst unter anderem Hardware (Neuron-Chip) sowie Software (Programmierung und Netzwerkmanagement), um LON-Geräte zu entwickeln, zu programmieren und zu vernetzen.
Im Jahr 2003 stellte Echelon Corporation „Networked Energy Services (NES)“ als offenes Smart-Metering-System vor. In Italien realisierte das Unternehmen in Zusammenarbeit mit dem größten italienischen Stromversorger Enel das weltgrößte Smart-Metering-Infrastruktur-Projekt. In diesem Projekt werden ca. 27 Millionen Stromzähler vernetzt. Im Laufe des Geschäftsjahres 2015 verlegte Echelon seinen Unternehmenssitz nach Santa Clara. 2018 wurde das Unternehmen von der Adesto Technologies Corporation, ebenfalls aus Santa Clara, übernommen.
2018 wurde Echelon von Adesto Technologies übernommen.